# 2024年のJリーグ
この項目では、2024年シーズンの日本プロサッカーリーグ (Jリーグ) について述べる。

## 概要
Jリーグ発足から32年目のシーズンを迎える。
このシーズンは、複数の大きな変更が行われている。
- タイトルパートナーの明治安田生命保険との契約はそのまま、リーグの呼称を「明治安田生命Jリーグ」から「明治安田Jリーグ」に変更[4]。明治安田生命保険のブランド通称変更によるもの[5]。
- J1・J2・J3ともにカテゴリーごとのクラブ数を20クラブに統一[6]。
- J1とJ2、J2とJ3の入れ替えについては降格枠を3（自動降格3）に、昇格枠を2+1（自動昇格2+昇格プレーオフ1）に揃える[4]。
- Jリーグカップ（JリーグYBCルヴァンカップ）を全60クラブが参加するノックアウト方式のシングルエリミネーショントーナメントへ変更[7]。

## できごと
2023年12月15日
テゲバジャーロ宮崎は、運営会社の全株式が株式会社エモテントからいちご傘下の宮交シティに譲渡され、オーナー変更となることを発表。
2023年12月19日
この日行われた理事会で、以下の事項を決定。
- Jリーグクラブライセンス制度に関して効率的な制度運営を目指して、基準・提出書類の削減やプロセスの効率化を図ると共に、全てのカテゴリにおいて判定スケジュールを9月に揃える。また、J2ライセンスもクラブライセンス交付第一審機関 (FIB) による審査に戻す。
- Jリーグスタジアム基準について、地域の事情に応じた柔軟な対応を可能とするために「Jリーグ規約第34条に定める『理想のスタジアム』の要件を満たし、ホームタウン人口等の状況、観客席の増設可能性（特に敷地条件）、入場料収入確保のための施策等を踏まえて理事会が総合的に判断した場合、5,000人以上（全席個席であること）で基準を満たすものとする」という規定の改定を行う。
- 2024シーズン以降のJリーグの公式試合における選手とチームスタッフのエントリー可能者の上限人数について、選手の場合、JリーグYBCルヴァンカップに限って、「戦術の幅の拡大、育成や経験のためのベンチ入り機会の増加」を理由に、最大20名に変更する。また、チームスタッフの場合は、Jリーグの全ての公式戦で「チームスタッフの役割の多様化（コーチング領域の細分化、複数言語の通訳対応）」を理由に最大9名に変更する。なお、選手の上限人数に関しては、このシーズンに限って試験的に導入するため、それ以降の変更については継続して検討を行う。
- 栃木シティFCについて、Jリーグ百年構想クラブの脱退を承認。

また、同日行われた理事会で、2026-27シーズンから「8月1週頃開幕・12月2週頃から翌年2月3週頃までウィンターブレイク・5月最終週頃閉幕」となる、いわゆる“秋春制”への移行を実施することを前提に「（シーズン移行に向けて）残された課題を継続検討していく」ことを決定。
2023年12月23日
各クラブのホーム開幕カードが発表される。前年同様、Jリーグ公式YouTubeチャンネルを通じての発表となった。全てのカテゴリーで2月23日・24日・25日が開幕節となる。
1月19日
V・ファーレン長崎は1月5日、前年12月4日に契約更新を発表したファビオ・カリーレ監督について、12月19日に代理人からブラジル・セリエBのサントスFCと契約したいとの意向表明があり、翌12月20日にサントスFCが契約合意の発表を行ったにもかかわらず、この日までにサントスFC及びカリーレ側から契約に関する手続きが一切行われていないことを公表。
その後1月12日にサントスFC側から謝罪と違約金減額の申し入れがあったものの、翌日サントスFCがファビオ・カリーレとの監督契約にかかる公式リリースを一方的に発表したことから、この日付けで国際サッカー連盟 (FIFA) への申し立てを行うことを公表。なお、チーム指揮についてはヘッドコーチの下平隆宏が暫定的に行うことを決定済み。
1月22日
J3の放映権について、2025年シーズンまでの2年間についてDAZNと契約合意したことを公表。
1月23日
試合日程（全日程の試合開催日・会場と9月1日までの試合の開催時刻）が発表される。オープニングマッチは、2月23日にこの年開場のエディオンピースウイング広島で行われるサンフレッチェ広島vs浦和レッズで、23日にJ1の2試合、J2/J3を含む残りのカードを24日・25日に行う。
併せて、J1で11試合開催予定のフライデーナイトJリーグ（金J）について新たにブランドロゴを策定。
加えて国立競技場で開催される試合（FC東京・FC町田ゼルビアのホームゲーム各4試合を含むJ1の12試合とJ2の1試合）について「THE国立DAY」（ザ こくりつデー）と呼称し、新たなプロモーション展開を行うことを公表。
2月8日
J3及びJ2昇格プレーオフについてNTTドコモとの間で放映権契約の締結に合意。NTTドコモの動画配信サービス「Lemino」を通じて、ヴァンラーレ八戸・いわてグルージャ盛岡・福島ユナイテッドFCの試合を中心に各節3試合を無料ライブ配信及び見逃し配信を実施。なお、LeminoではJリーグYBCルヴァンカップでも一部試合の無料ライブ配信と全試合の無料見逃し配信を行う（フジテレビ系列による地上波放送、フジテレビワンツーネクスト・スカパー!によるCS放送も継続）。
2月16日
ABEMAがDAZNコンテンツの再配信サービス「ABEMA de DAZN」を開始し、併せてJ1リーグ各節2試合をABEMA経由で無料ライブ配信することを発表。
2月20日
2023シーズンのリーグ戦順位及びDAZN視聴者数等の順位に基づく「理念強化配分金」、及びDAZN視聴者数やDAZNシーズンパス販売実績等で配分される「ファン指標配分金」の配分額を公表。
2月27日
この日開催された理事会で、Jリーグ入会要件のうち、入場者数に関する基準について、過去のJリーグ入会クラブの実績を踏まえ、努力目標とされていた「審査日の時点において1試合平均入場者数が2,000人を超えていること」を必須要件とした上で、「年間入場料収入が10百万円を超えていること」を要件に加えることを決定。
2月29日
京都サンガF.C.のホームタウンを「京都市、宇治市、城陽市、向日市、長岡京市、京田辺市、木津川市、亀岡市、南丹市、京丹波町、福知山市、舞鶴市、綾部市、八幡市、宮津市、大山崎町、久御山町、京丹後市、精華町」に変更（精華町を追加）することを承認。
3月19日
この日行われた（公財）日本プロサッカーリーグの社員総会および臨時理事会において、2024年度からの理事・監事を正式決定。チェアマンの野々村芳和が留任したが、規約改定に伴い理事の定数が減り、常任理事が兼ねていた執行役員を理事以外の常勤社員から別途任命することとなった。また、5人目の特任理事として小野伸二が選任された。
3月20日
この日行われたJ2第5節・ヴァンフォーレ甲府vsいわきFC（JITリサイクルインクスタジアム）の57分（後半12分）、ピッチ脇に設置している看板が倒れるほどの強風を伴う悪天候が発生したため、42分間試合が中断となるアクシデントが発生。
3月26日
この日行われた理事会で、公益財団法人日本サッカー協会 (JFA) の会長に就任した宮本恒靖を理事に内定することを決定した。
3月27日
この年の月間表彰についての概要を発表。この年からそれまでの『月間MVP』『月間ベストゴール』『月間優秀監督賞』に加え、各月のリーグ戦において「印象に残るプレーをし、今後の更なる活躍が期待できる21歳以下の選手」を表彰する『Jリーグ月間ヤングプレーヤー賞』を新設する。
5月10日
ゴールデンウィーク中の5月3日に行われたJリーグ全30試合の総入場者数が381,296人となり、同一試合日における総入場者数の最多記録を更新したと発表。それまでの記録は 2008年12月6日（J1最終節・J2最終節）に記録した312,191人（全16試合）。ちなみに2024年5月6日の総入場者数も299,755人で歴代3位。
5月21日
この日行われた理事会で、以下の事項を決定。
- JFAが3月7日に決定した、退場となった選手に対する懲罰規定の改正（国際基準に合わせた、著しい反則行為に対する厳罰化）について、5月25日・26日開催のJ1第16節・J2第17節から適用することを決定。
- 主審がレッドカードを提示して退場を命じたにもかかわらず、主審が命じた当該退場の懲戒処置に『明らかな』誤りがあった場合、退場に伴う懲罰（出場停止等）を科さない措置を導入することを決定。

6月25日
国際サッカー評議会（IFAB）からの通達に従い、いわゆる『脳震盪交代ルール』について、暫定運用されてきた「1試合において、（通常の交代枠5人とは別に）各チーム最大1人の『脳振盪による交代』を使うことができる」というルールに加え、「相手チームが『脳振盪による交代』を使用した場合は、自チームは1名を追加で交代させることができる（＝通常の交代枠が1名増になる）」というルールを採用し、8月以降のJリーグ公式戦で適用することを理事会で決定。
8月6日
大宮アルディージャは、運営会社の全株式を東日本電信電話（NTT東日本）がオーストリアの清涼飲料水メーカーであるレッドブル・ゲーエムベーハーに譲渡する契約を締結し、オーナー変更となることを発表。日本の主要プロスポーツで、単独で運営権を持つ外資系オーナーが誕生するのはこれが初めて。
9月14日
この日行われたJ3第28節・大宮アルディージャvsギラヴァンツ北九州（NACK5スタジアム大宮）の94分（後半アディショナルタイム4分）に、大宮が北九州の脳震盪による選手交代に伴い追加された4回目の交代枠を行使した際、本来であれば脳震盪による追加の選手交代追加は1回・1名限りであるにも関わらず、同時に2名の選手を交代させた。このことは競技規則の適用ミスであるが、審判団らがそのことに気づかず試合が進められそのまま終了（大宮3−0北九州）、後日の公式記録の作成の段階でミスが判明した。
これについて、Jリーグは9月18日、日本サッカー協会審判委員会に確認した上で、競技規則の適用ミスが発生した時刻が94分（その後試合が行われた時間は約2分間）であること、その間得点等の発生はなく重大な影響は及ぼしていないと判断し、そのまま試合を成立させることを決定した。
9月24日
この日行われた理事会で、1999年以来となる選手契約制度の大幅改定を決定。具体的には、2026年シーズン契約からそれまでのプロ契約におけるABC区分を撤廃した上で、プロ契約締結初年度の基本報酬上限を1200万円（別途支度金500万円）に緩和し、同年7月以降はプロ契約の基本報酬の下限を新設し、全てのカテゴリーでプロ契約人数を最低20人以上とすることとしている。
9月28日
この日行われたJ2第33節・清水エスパルスvs横浜FC（国立競技場）の入場者数が55,598人となり、前年のJ2第26節・清水エスパルスvsジェフユナイテッド千葉（国立競技場）で記録したJ2リーグ戦最多入場者数記録（47,628人）を更新。この入場者数は前年のJ1昇格プレーオフ決勝・東京ヴェルディvs清水エスパルスの53,264人（国立競技場）をも上回った。
10月1日
Jリーグは、この日、日本総合アドバイザリー事務所の代表の小谷野薫がJリーグのカテゴリーダイレクターに就任するため、裁定委員会の委員を退任したことを発表。裁定委員会は当面の間、4人体制で運営する。
10月19日
この日行われたJ3第33節第1日の結果、大宮アルディージャのJ3優勝（初優勝）が決定。
10月20日
この日終了時点の年間総入場者数が10,445,133人（J1第34節終了=336試合、J2第35節終了=350試合、J3第33節終了=330試合、計1016試合）となり、これまで年間最多だった2019年シーズンの総入場者数10,397,482人（J1=306試合、J2=462試合、J3=306試合、計1074試合）を上回り、過去最多となることが確定。
10月24日
京都サンガF.C.のホームタウンを「京都市、宇治市、城陽市、向日市、長岡京市、京田辺市、木津川市、亀岡市、南丹市、京丹波町、福知山市、舞鶴市、綾部市、八幡市、宮津市、大山崎町、久御山町、京丹後市、精華町、井手町、宇治田原町、和束町、与謝野町」に変更（4町を追加）することを承認。
11月3日
この日行われたJ2第37節第1日の結果、清水エスパルスのJ2優勝（初優勝）が決定。
11月25日
この日行われた理事会で、公益社団法人日本女子プロサッカーリーグ理事で元なでしこジャパンGKの海堀あゆみを特任理事に追加することを決定。
11月30日
この日行われたJ1第37節・東京ヴェルディvs川崎フロンターレ（味の素スタジアム）で、東京Vの谷口栄斗と川崎の山田新が共にハットトリックを記録。1試合で両チームからハットトリック達成者が出たのは、J1では1996年5月15日のJリーグ第14節・ジュビロ磐田vsベルマーレ平塚（磐田・スキラッチと平塚・ベッチーニョが達成）、1998年8月8日のJリーグ1stステージ第17節・セレッソ大阪vs柏レイソル（C大阪・森島寛晃と柏・加藤望が達成）以来26年ぶり3回目。
12月8日
この日行われたJ1最終節の結果、ヴィッセル神戸のJ1優勝（2年連続2回目）が決定。
12月17日
J2/J3におけるU-21選手の出場奨励金について、V・ファーレン長崎、水戸ホーリーホック、愛媛FC（以上J2）、テゲバジャーロ宮崎、ギラヴァンツ北九州、福島ユナイテッドFC、いわてグルージャ盛岡、カマタマーレ讃岐、FC琉球（以上J3）が支給対象になったことを発表。

### 試合の中止・延期
特記なき限り代替試合は当初予定されていた会場で開催。
| 中止日  | 大会・節 | 対戦カード（会場）        | 中止・延期理由 | 代替試合日 | 備考                         |
| ------- | -------- | ------------------------- | -------------- | ---------- | ---------------------------- |
| 8月7日  | J1第25節 | 浦和 - 柏（埼玉）         | 雷雨の影響     | 10月23日   |                              |
| 8月24日 | J1第28節 | 浦和 - 川崎（埼玉）       | 雷雨の影響     | 11月22日   | 後半開始より試合再開         |
| 8月24日 | J3第25節 | 長野 - 大宮（長野U）      | 雷雨の影響     | 9月11日    | 79分（後半34分）より試合再開 |
| 8月25日 | J3第25節 | 讃岐 - 福島（ピカスタ）   | 雷雨の影響     | 10月2日    |                              |
| 8月31日 | J1第29節 | 京都 - 鹿島（サンガS）    | 台風10号の影響 | 11月17日   |                              |
| 8月31日 | J1第29節 | 磐田 - 横浜FM（ヤマハ）   | 台風10号の影響 | 11月16日   |                              |
| 8月31日 | J1第29節 | 名古屋 - 新潟（豊田ス）   | 台風10号の影響 | 9月18日    |                              |
| 8月31日 | J1第29節 | C大阪 - G大阪（ヨドコウ） | 台風10号の影響 | 10月2日    |                              |
| 8月31日 | J2第29節 | 徳島 - 清水（鳴門大塚）   | 台風10号の影響 | 9月18日    |                              |

## J1
| 順 | チーム                     | 試 | 勝 | 分 | 敗 | 得 | 失 | 差  | 点 | 出場権または降格    |
| -- | -------------------------- | -- | -- | -- | -- | -- | -- | --- | -- | ------------------- |
| 1  | ヴィッセル神戸 (C, Q)      | 38 | 21 | 9  | 8  | 61 | 36 | +25 | 72 | ACLE2025/26出場     |
| 2  | サンフレッチェ広島 (Q)     | 38 | 19 | 11 | 8  | 72 | 43 | +29 | 68 | ACLE2025/26出場     |
| 3  | FC町田ゼルビア             | 38 | 19 | 9  | 10 | 54 | 34 | +20 | 66 | ACLE2025/26出場     |
| 4  | ガンバ大阪                 | 38 | 18 | 12 | 8  | 49 | 35 | +14 | 66 | ACL2 2025/26出場    |
| 5  | 鹿島アントラーズ           | 38 | 18 | 11 | 9  | 60 | 41 | +19 | 65 |                     |
| 6  | 東京ヴェルディ             | 38 | 14 | 14 | 10 | 51 | 51 | 0   | 56 |                     |
| 7  | FC東京                     | 38 | 15 | 9  | 14 | 53 | 51 | +2  | 54 |                     |
| 8  | 川崎フロンターレ           | 38 | 13 | 13 | 12 | 66 | 57 | +9  | 52 |                     |
| 9  | 横浜F・マリノス            | 38 | 15 | 7  | 16 | 61 | 62 | −1  | 52 |                     |
| 10 | セレッソ大阪               | 38 | 13 | 13 | 12 | 43 | 48 | −5  | 52 |                     |
| 11 | 名古屋グランパス           | 38 | 15 | 5  | 18 | 44 | 47 | −3  | 50 |                     |
| 12 | アビスパ福岡               | 38 | 12 | 14 | 12 | 33 | 38 | −5  | 50 |                     |
| 13 | 浦和レッズ                 | 38 | 12 | 12 | 14 | 49 | 45 | +4  | 48 |                     |
| 14 | 京都サンガF.C.             | 38 | 12 | 11 | 15 | 43 | 55 | −12 | 47 |                     |
| 15 | 湘南ベルマーレ             | 38 | 12 | 9  | 17 | 53 | 58 | −5  | 45 |                     |
| 16 | アルビレックス新潟         | 38 | 10 | 12 | 16 | 44 | 59 | −15 | 42 |                     |
| 17 | 柏レイソル                 | 38 | 9  | 14 | 15 | 39 | 51 | −12 | 41 |                     |
| 18 | ジュビロ磐田 (R)           | 38 | 10 | 8  | 20 | 47 | 68 | −21 | 38 | J2リーグ 2025へ降格 |
| 19 | 北海道コンサドーレ札幌 (R) | 38 | 9  | 10 | 19 | 43 | 66 | −23 | 37 | J2リーグ 2025へ降格 |
| 20 | サガン鳥栖 (R)             | 38 | 10 | 5  | 23 | 48 | 68 | −20 | 35 | J2リーグ 2025へ降格 |

## J2
| 順 | チーム                   | 試 | 勝 | 分 | 敗 | 得 | 失 | 差  | 点 | 昇格または降格       |
| -- | ------------------------ | -- | -- | -- | -- | -- | -- | --- | -- | -------------------- |
| 1  | 清水エスパルス (C, P)    | 38 | 26 | 4  | 8  | 68 | 38 | +30 | 82 | J1 2025へ昇格        |
| 2  | 横浜FC (P)               | 38 | 22 | 10 | 6  | 60 | 27 | +33 | 76 | J1 2025へ昇格        |
| 3  | V・ファーレン長崎        | 38 | 21 | 12 | 5  | 74 | 39 | +35 | 75 | J1昇格プレーオフ進出 |
| 4  | モンテディオ山形         | 38 | 20 | 6  | 12 | 55 | 36 | +19 | 66 | J1昇格プレーオフ進出 |
| 5  | ファジアーノ岡山 (P, O)  | 38 | 17 | 14 | 7  | 48 | 29 | +19 | 65 | J1昇格プレーオフ進出 |
| 6  | ベガルタ仙台             | 38 | 18 | 10 | 10 | 50 | 44 | +6  | 64 | J1昇格プレーオフ進出 |
| 7  | ジェフユナイテッド千葉   | 38 | 19 | 4  | 15 | 67 | 48 | +19 | 61 |                      |
| 8  | 徳島ヴォルティス         | 38 | 16 | 7  | 15 | 42 | 44 | −2  | 55 |                      |
| 9  | いわきFC                 | 38 | 15 | 9  | 14 | 53 | 41 | +12 | 54 |                      |
| 10 | ブラウブリッツ秋田       | 38 | 15 | 9  | 14 | 36 | 35 | +1  | 54 |                      |
| 11 | レノファ山口FC           | 38 | 15 | 8  | 15 | 43 | 44 | −1  | 53 |                      |
| 12 | ロアッソ熊本             | 38 | 13 | 7  | 18 | 53 | 62 | −9  | 46 |                      |
| 13 | 藤枝MYFC                 | 38 | 14 | 4  | 20 | 38 | 57 | −19 | 46 |                      |
| 14 | ヴァンフォーレ甲府       | 38 | 12 | 9  | 17 | 54 | 57 | −3  | 45 |                      |
| 15 | 水戸ホーリーホック       | 38 | 11 | 11 | 16 | 39 | 51 | −12 | 44 |                      |
| 16 | 大分トリニータ           | 38 | 10 | 13 | 15 | 33 | 47 | −14 | 43 |                      |
| 17 | 愛媛FC                   | 38 | 10 | 10 | 18 | 41 | 69 | −28 | 40 |                      |
| 18 | 栃木SC (R)               | 38 | 7  | 13 | 18 | 33 | 57 | −24 | 34 | J3 2025へ降格        |
| 19 | 鹿児島ユナイテッドFC (R) | 38 | 7  | 9  | 22 | 35 | 59 | −24 | 30 | J3 2025へ降格        |
| 20 | ザスパ群馬 (R)           | 38 | 3  | 9  | 26 | 24 | 62 | −38 | 18 | J3 2025へ降格        |

## J3
| 順 | チーム                    | 試 | 勝 | 分 | 敗 | 得 | 失 | 差  | 点 | 昇格または降格                                  |
| -- | ------------------------- | -- | -- | -- | -- | -- | -- | --- | -- | ----------------------------------------------- |
| 1  | 大宮アルディージャ (C, P) | 38 | 25 | 10 | 3  | 72 | 32 | +40 | 85 | J2 2025へ昇格                                   |
| 2  | FC今治 (P)                | 38 | 22 | 7  | 9  | 62 | 38 | +24 | 73 | J2 2025へ昇格                                   |
| 3  | カターレ富山 (P, O)       | 38 | 16 | 16 | 6  | 54 | 36 | +18 | 64 | J2昇格プレーオフ進出                            |
| 4  | 松本山雅FC                | 38 | 16 | 12 | 10 | 61 | 45 | +16 | 60 | J2昇格プレーオフ進出                            |
| 5  | 福島ユナイテッドFC        | 38 | 18 | 5  | 15 | 64 | 49 | +15 | 59 | J2昇格プレーオフ進出                            |
| 6  | FC大阪                    | 38 | 15 | 13 | 10 | 43 | 31 | +12 | 58 | J2昇格プレーオフ進出                            |
| 7  | ギラヴァンツ北九州        | 38 | 15 | 11 | 12 | 41 | 39 | +2  | 56 |                                                 |
| 8  | FC岐阜                    | 38 | 15 | 8  | 15 | 64 | 56 | +8  | 53 |                                                 |
| 9  | SC相模原                  | 38 | 14 | 11 | 13 | 41 | 41 | 0   | 53 |                                                 |
| 10 | アスルクラロ沼津          | 38 | 15 | 7  | 16 | 53 | 46 | +7  | 52 |                                                 |
| 11 | ヴァンラーレ八戸          | 38 | 13 | 13 | 12 | 44 | 42 | +2  | 52 |                                                 |
| 12 | ツエーゲン金沢            | 38 | 13 | 11 | 14 | 50 | 52 | −2  | 50 |                                                 |
| 13 | ガイナーレ鳥取            | 38 | 14 | 8  | 16 | 49 | 65 | −16 | 50 |                                                 |
| 14 | FC琉球                    | 38 | 12 | 11 | 15 | 45 | 54 | −9  | 47 |                                                 |
| 15 | テゲバジャーロ宮崎        | 38 | 12 | 10 | 16 | 46 | 50 | −4  | 46 |                                                 |
| 16 | カマタマーレ讃岐          | 38 | 10 | 13 | 15 | 48 | 52 | −4  | 43 |                                                 |
| 17 | 奈良クラブ                | 38 | 7  | 18 | 13 | 43 | 56 | −13 | 39 |                                                 |
| 18 | AC長野パルセイロ          | 38 | 7  | 16 | 15 | 44 | 57 | −13 | 37 |                                                 |
| 19 | Y.S.C.C.横浜 (X, R)       | 38 | 7  | 11 | 20 | 34 | 64 | −30 | 32 | J3・JFL入れ替え戦に出場、Jリーグ退会・JFLへ加盟 |
| 20 | いわてグルージャ盛岡 (R)  | 38 | 5  | 7  | 26 | 27 | 80 | −53 | 22 | Jリーグ退会・JFLへ加盟                          |

## 昇格・降格
J1からJ2への降格
- J1第34節第2日（10月19日）の結果により、サガン鳥栖の18位以下が確定。
- J1第37節第1日（11月30日）の結果により、北海道コンサドーレ札幌の18位以下が確定。
- J1第38節第1日（12月8日）の結果により、ジュビロ磐田の18位が確定。

J2からJ1への昇格
- J2第36節第2日（10月27日）の結果により、清水エスパルスの2位以内が確定し、J1昇格が決定
- J2第38節第1日（11月10日）の結果により、横浜FCの2位が確定し、J1昇格が決定
- J1昇格プレーオフ（12月7日）の結果により、ファジアーノ岡山のJ1昇格が決定

J2からJ3への降格
- J2第33節第1日（9月28日）の結果により、ザスパ群馬の18位以下が確定。
- J2第36節第2日（10月27日）の結果により、鹿児島ユナイテッドFC及び栃木SCの18位以下が確定。

J3からJ2への昇格
- J3第32節第3日（10月13日）の結果により、大宮アルディージャの2位以内が確定し、J2昇格が決定
- J3第36節第2日（11月10日）の結果により、FC今治の2位が確定し、J2昇格が決定
- J2昇格プレーオフ（12月7日）の結果により、カターレ富山のJ2昇格が決定

J3からの退会
- J3第35節第2日（11月3日）の結果により、いわてグルージャ盛岡の20位が確定。その後、11月17日に栃木シティのJリーグ入会が決定（後述）したことにより、岩手のJリーグ資格喪失による退会（JFL参入）が決定。
- J3・JFL入れ替え戦（12月7日）の結果により、Y.S.C.C.横浜のJリーグ資格喪失による退会（JFL参入）が決定。

JFLからJ3への入会
- 2024年10月29日に行われた理事会で、栃木シティ、ヴィアティン三重、レイラック滋賀、高知ユナイテッドSCのJリーグ入会を条件付きで承認。
- JFL第29節第2日（11月17日）の結果により栃木シティのJFL優勝が確定、加えてその他の項目も含めたJ3入会審査項目を充足したことにより、Jリーグ入会（J3参入）が決定。
- J3・JFL入れ替え戦（12月7日）の結果をもって、高知ユナイテッドSCがその他の項目も含めたJ3入会審査項目を充足したことにより、Jリーグ入会（J3参入）が決定。

### J1昇格プレーオフ
J1昇格プレーオフの組み合わせは以下の通り。決勝ではビデオ・アシスタント・レフェリー (VAR) が導入される。

|  | 準決勝                | 準決勝           |                      |   | 決勝 | 決勝 |
|  |                       |                  |                      |   |      |      |
|  | 12月1日・NDスタ       |                  |                      |   |      |      |
|  |                       |                  |                      |   |      |      |
|  | 4位 モンテディオ山形  | 0                |                      |   |      |      |
|  | 4位 モンテディオ山形  | 0                | 12月7日・Cスタ       |   |      |      |
|  | 5位 ファジアーノ岡山  | 3                |                      |   |      |      |
|  | 5位 ファジアーノ岡山  | 3                | 5位 ファジアーノ岡山 | 2 |      |      |
|  | 12月1日・ピースタ     |                  | 5位 ファジアーノ岡山 | 2 |      |      |
|  |                       | 6位 ベガルタ仙台 | 0                    |   |      |      |
|  | 3位 V・ファーレン長崎 | 6位 ベガルタ仙台 | 0                    | 1 |      |      |
|  | 3位 V・ファーレン長崎 |                  |                      | 1 |      |      |
|  | 6位 ベガルタ仙台      | 4                |                      |   |      |      |
|  | 6位 ベガルタ仙台      | 4                |                      |   |      |      |

#### 準決勝（J1昇格プレーオフ）
| V・ファーレン長崎 （3位） | 1 - 4    | ベガルタ仙台 （6位）                                       |
| ------------------------- | -------- | ---------------------------------------------------------- |
| - マテウス・ジェズス 76分 | レポート | - 中島元彦 31分 (PK), 90+2分 - エロン 53分 - 郷家友太 68分 |

| モンテディオ山形 （4位） | 0 - 3    | ファジアーノ岡山 （5位）                      |
| ------------------------ | -------- | --------------------------------------------- |
|                          | レポート | - 本山遥 31分 - 岩渕弘人 34分 - 木村太哉 84分 |

#### 決勝（J1昇格プレーオフ）
決勝に駒を進めたのは、J1参入プレーオフも含めて通算3度目のプレーオフ挑戦で初のJ1昇格を目指す5位岡山と、4年ぶりのJ1復帰を目指す6位仙台の対戦。プレーオフでの5位と6位の対戦は2012年以来12年ぶりとなり、5位のチームのホームスタジアムで決勝が行われるのは今回が初となった。岡山監督の木山隆之は2012年に千葉で、2015年に愛媛で、2019年（参入プレーオフ）に山形で、2022年（参入プレーオフ）に岡山でそれぞれプレーオフ敗退を喫しており、これが自身5度目のプレーオフ挑戦であった。
試合は前半20分、岡山FW木村太哉のスルーパスに反応して抜け出したMF田部井涼の突破は一度は阻まれるものの、そこから再びFW木村につないでMF末吉塁にパスを送ると、末吉はゴールに向かってダイレクトにクロスボールを上げるとこれが直接ゴールに吸い込まれ、岡山が先制点を挙げる。
昇格のためには2点が必要となった仙台は後半開始時にFWエロンに代わってFWオナイウ情滋を投入して攻勢に出るが、岡山GKスベンド・ブローダーセンの攻守などもあって得点を挙げられず、逆に後半15分に岡山がFW一美和成に替えてFWルカオを投入すると、その直後中盤左サイドでボールを受けたルカオが仙台DF陣を引き連れて中央へドリブル突破を図り、ゴール正面で右サイドでフリーになっていたMF本山遥にラストパスを送ると、本山がこれを冷静に決めて岡山がリードを2点に広げる。その後もルカオにボールを当てる戦術で仙台を圧倒した岡山が2-0で仙台を下し、J2参入16年目にして初のJ1昇格を果たした。また今回岡山がJ1昇格を果たしたことにより、2012年にプレーオフが導入されて以降続いていた「J2で年間順位が5位のチームはプレーオフ経由でJ1に昇格できない」というジンクスが途切れた。
| ファジアーノ岡山 （5位）    | 2 - 0    | ベガルタ仙台 （6位） |
| --------------------------- | -------- | -------------------- |
| - 末吉塁 20分 - 本山遥 61分 | レポート |                      |

### J2昇格プレーオフ
|  | 準決勝                 | 準決勝         |                  |   | 決勝 | 決勝 |
|  |                        |                |                  |   |      |      |
|  | 12月1日・富山          |                |                  |   |      |      |
|  |                        |                |                  |   |      |      |
|  | 3位 カターレ富山       | 1              |                  |   |      |      |
|  | 3位 カターレ富山       | 1              | 12月7日・富山    |   |      |      |
|  | 6位 FC大阪             | 1              |                  |   |      |      |
|  | 6位 FC大阪             | 1              | 3位 カターレ富山 | 2 |      |      |
|  | 12月1日・サンアル      |                | 3位 カターレ富山 | 2 |      |      |
|  |                        | 4位 松本山雅FC | 2                |   |      |      |
|  | 4位 松本山雅FC         | 4位 松本山雅FC | 2                | 1 |      |      |
|  | 4位 松本山雅FC         |                |                  | 1 |      |      |
|  | 5位 福島ユナイテッドFC | 1              |                  |   |      |      |
|  | 5位 福島ユナイテッドFC | 1              |                  |   |      |      |

#### 準決勝（J2昇格プレーオフ）
| カターレ富山 （3位） | 1 - 1    | FC大阪 （6位）  |
| -------------------- | -------- | --------------- |
| 布施谷翔 36分        | レポート | 増田隼司 45+3分 |

- レギュレーションにより、シーズン上位の富山が決勝進出。

| 松本山雅FC （4位） | 1 - 1    | 福島ユナイテッドFC （5位） |
| ------------------ | -------- | -------------------------- |
| 野々村鷹人 65分    | レポート | 樋口寛規 10分              |

- レギュレーションにより、シーズン上位の松本が決勝進出。

#### 決勝（J2昇格プレーオフ）
| カターレ富山 （3位）    | 2 - 2    | 松本山雅FC （4位）              |
| ----------------------- | -------- | ------------------------------- |
| - 碓井聖生 80分, 90+3分 | レポート | - 安永玲央 18分 - 樋口大輝 26分 |

- レギュレーションにより、シーズン上位の富山がプレーオフ優勝・J2昇格。

### J3・JFL入れ替え戦
11月17日のJ3第37節第3日及びJFL第29節第2日の結果により、Y.S.C.C.横浜のJ3・19位と高知ユナイテッドSCのJFL2位が確定し、かつ高知がその他の項目も含めたJ3入会審査項目を充足したことにより、J3・JFL入れ替え戦の開催が決定した。なお、高知はホームスタジアムの高知県立春野総合運動公園陸上競技場の都合により、香川県丸亀市のPikaraスタジアムでホームゲーム（第1戦）を開催した。
| 2024年12月1日 第1戦 | 高知ユナイテッドSC （JFL・2位） | 1 - 1    | Y.S.C.C.横浜 （J3・19位） | 香川県丸亀市                                             |
| 13:03               | 上月翔聖 33分                   | レポート | 冨士田康人 5分            | 競技場: Pikaraスタジアム 観客数: 3,056 人 主審: 井上知大 |

| 2024年12月7日 第2戦 | Y.S.C.C.横浜 | 0 - 2    | 高知ユナイテッドSC               | 横浜市                                                      |
| 15:03               |              | レポート | - 新谷聖基 7分 - 内田優晟 90+1分 | 競技場: ニッパツ三ツ沢球技場 観客数: 5,101人 主審: 上原直人 |

高知ユナイテッドSCの1勝1分により、高知がJリーグ入会（J3参入）、YS横浜はJリーグ退会（JFL参入）。

## 表彰
| 賞                       | 受賞者 |
| ------------------------ | --- |
| 最優秀選手賞 (J1)        | 武藤嘉紀（ヴィッセル神戸）                                                                                    |
| 最優秀選手賞 (J2)        | 小森飛絢（ジェフユナイテッド千葉）                                                                            |
| 最優秀選手賞 (J3)        | マルクス・ヴィニシウス（FC今治                                                                                |
| 得点王 (J1)              | アンデルソン・ロペス（横浜F・マリノス）                                                                       |
| 得点王 (J2)              | 小森飛絢（ジェフユナイテッド千葉）                                                                            |
| 得点王 (J3)              | - 藤岡浩介（FC岐阜） - マルクス・ヴィニシウス（FC今治）                                                       |
| ベストヤングプレーヤー賞 | 高井幸大（川崎フロンターレ）                                                                                  |
| 優勝監督賞 (J1)          | 吉田孝行（ヴィッセル神戸）                                                                                    |
| 優勝監督賞 (J2)          | 秋葉忠宏（清水エスパルス）                                                                                    |
| 優勝監督賞 (J3)          | 長澤徹（大宮アルディージャ）                                                                                  |
| 優秀監督賞 (J1)          | ミヒャエル・スキッベ（サンフレッチェ広島）                                                                    |
| 優秀監督賞 (J2)          | 四方田修平（横浜FC）                                                                                          |
| 優秀監督賞 (J3)          | 寺田周平（福島ユナイテッドFC）                                                                                |
| 最優秀主審賞             | 御厨貴文 |
| 最優秀副審賞             | 西橋勲 |
| フェアプレー賞 高円宮杯  | セレッソ大阪                                                                                                  |
| フェアプレー賞 (J1)      | セレッソ大阪、サンフレッチェ広島、鹿島アントラーズ                                                            |
| フェアプレー賞 (J2)      | モンテディオ山形、いわきFC、ロアッソ熊本                                                                      |
| フェアプレー賞 (J3)      | 福島ユナイテッドFC、松本山雅FC、アスルクラロ沼津、ギラヴァンツ北九州                                          |
| フェアプレー個人賞 (J1)  | - キム・ジンヒョン（セレッソ大阪） - 大迫敬介（サンフレッチェ広島） - 安西幸輝（鹿島アントラーズ）            |
| フェアプレー個人賞 (J2)  | - 林彰洋（ベガルタ仙台） - 後藤雅明（モンテディオ山形） - 立川小太郎（いわきFC） - 新保海鈴（レノファ山口FC） |
| フェアプレー個人賞 (J3)  | - 三浦基瑛（SC相模原） - 永井建成（FC大阪） - 小澤秀充（ガイナーレ鳥取） - 今村勇介（カマタマーレ讃岐）       |
| 功労選手賞               | 遠藤保仁、 柏木陽介、 柴﨑晃誠、 林卓人、 南雄太、 梁勇基、 渡邉千真                                          |
| 功労審判員賞             | 高山啓義、 松尾一                                                                                             |
| 最優秀育成クラブ賞 (J1)  | FC東京 |
| 最優秀育成クラブ賞 (J2)  | V・ファーレン長崎                                                                                             |
| 最優秀ゴール賞 (J1)      | 宇佐美貴史（ガンバ大阪）第33節 vs札幌戦 90+8分（パナスタ）                                                    |
| 最優秀ゴール賞 (J2)      | 矢村健（藤枝MYFC）第34節 vsいわき戦 16分（藤枝サ）                                                            |
| 最優秀ゴール賞 (J3)      | 普光院誠（ガイナーレ鳥取）第27節 vs沼津戦 38分（Axis）                                                        |

### ベストイレブン
| Pos. | 選手名               | 回 | 所属クラブ         |
| ---- | -------------------- | -- | ------------------ |
| GK   | 大迫敬介             | 初 | サンフレッチェ広島 |
| DF   | 濃野公人             | 初 | 鹿島アントラーズ   |
| DF   | 中谷進之介           | 初 | ガンバ大阪         |
| DF   | マテウス・トゥーレル | 初 | ヴィッセル神戸     |
| DF   | 佐々木翔             | 初 | サンフレッチェ広島 |
| MF   | マテウス・サヴィオ   | 初 | 柏レイソル         |
| FW   | 知念慶               | 初 | 鹿島アントラーズ   |
| FW   | アンデルソン・ロペス | 2  | 横浜F・マリノス    |
| FW   | 宇佐美貴史           | 3  | ガンバ大阪         |
| FW   | 大迫勇也             | 3  | ヴィッセル神戸     |
| FW   | 武藤嘉紀             | 3  | ヴィッセル神戸     |

| Pos. | 選手名                   | 回 | 所属クラブ             |
| ---- | ------------------------ | -- | ---------------------- |
| GK   | スベンド・ブローダーセン | 初 | ファジアーノ岡山       |
| DF   | 福森晃斗                 | 初 | 横浜FC                 |
| DF   | ンドカ・ボニフェイス     | 初 | 横浜FC                 |
| DF   | 住吉ジェラニレショーン   | 初 | 清水エスパルス         |
| DF   | 山原怜音                 | 初 | 清水エスパルス         |
| MF   | ユーリ・ララ             | 初 | 横浜FC                 |
| MF   | 乾貴士                   | 2  | 清水エスパルス         |
| MF   | マテウス・ジェズス       | 初 | V・ファーレン長崎      |
| FW   | 谷村海那                 | 初 | いわきFC               |
| FW   | 小森飛絢                 | 2  | ジェフユナイテッド千葉 |
| FW   | 田中和樹                 | 初 | ジェフユナイテッド千葉 |

| Pos. | 選手名                 | 回 | 所属クラブ         |
| ---- | ---------------------- | -- | ------------------ |
| GK   | 笠原昂史               | 初 | 大宮アルディージャ |
| DF   | 市原吏音               | 初 | 大宮アルディージャ |
| DF   | 浦上仁騎               | 初 | 大宮アルディージャ |
| DF   | 市原亮太               | 初 | FC今治             |
| MF   | 大関友翔               | 初 | 福島ユナイテッドFC |
| MF   | 泉柊椰                 | 初 | 大宮アルディージャ |
| MF   | 小島幹敏               | 初 | 大宮アルディージャ |
| FW   | 塩浜遼                 | 初 | 福島ユナイテッドFC |
| FW   | 杉本健勇               | 初 | 大宮アルディージャ |
| FW   | 藤岡浩介               | 初 | FC岐阜             |
| FW   | マルクス・ヴィニシウス | 2  | FC今治             |

## 2025年度クラブライセンス審査結果
2024年9月24日、Jリーグは2025年度Jリーグクラブライセンスのうち、クラブライセンス交付第一審機関 (FIB) 決定によるJ1・J2ライセンスの判定結果を発表した。J1ライセンスについては前回判定分でJ1ライセンス交付となった49クラブから申請があり、申請した49クラブ全てがJ1クラブライセンスを取得、またJ2ライセンスについては前回不交付となったFC大阪を含めた11クラブから申請があり、申請した11クラブ全てがJ2クラブライセンスを取得した。なお、長野については「停止条件付きクラブライセンス」の交付となった。Jリーグ側からは停止条件の詳細については明示されなかったものの、2024年11月22日付けで長野が停止条件を充足しJ2ライセンス付与の効力が発生したことが発表され、その際にクラブ側から「継続的に安定したクラブ経営を行うための財務基準」が停止条件であったことが明らかにされている。また、YS横浜については「クラブの経営状況の変化により財務基準に抵触する懸念が生じた」ことから判定会議を開催し「J2クラブライセンスを保有することに問題はない」とした上で予算進捗の定期報告など経営上の是正措置を通達したことが2024年11月25日付で発表された。
また2024年9月24日、J3ライセンスのうち新規入会希望クラブ対象のものについても判定結果がJリーグ理事会で承認された。新たに申請した栃木Cや、前年財務基準を理由にライセンス判定を辞退した高知を含め、申請のあった7クラブ全てにJ3ライセンスが交付された。新宿については前年同様、施設基準に課題があるとされながらも東京都区部をホームタウンとする特性を考慮されて特例的に新規ライセンス交付が認められた。
クラブ名の後ろに「」が付いたクラブは当該ライセンスを初めて交付されたクラブ。「（例外）」はスタジアムや練習場の上位ライセンス基準を充足するための改修・改築、ないしは新設計画があることによる例外規定を適用した特例で上位ライセンスを取得したクラブ。
- J1ライセンス（49クラブ） - 札幌、岩手（例外）、仙台、秋田（例外）、山形、いわき（例外）、鹿島、水戸（例外）、栃木SC、群馬、浦和、大宮、千葉、柏、FC東京、東京V、町田、川崎F、横浜FM、横浜FC、湘南、甲府、松本、新潟、富山、金沢（例外）、清水、藤枝（例外）、磐田、名古屋、岐阜、京都、G大阪、C大阪、神戸、岡山、広島、山口、讃岐、徳島、愛媛、福岡、北九州、鳥栖、長崎、熊本、大分、鹿児島（例外）、琉球（例外）
- J2ライセンス（11クラブ） - 八戸（例外）、福島（例外）、YS横浜（是正措置付き）、相模原（例外）、長野、沼津（例外）、FC大阪、奈良（例外）、鳥取、今治（例外）、宮崎（例外）
- J3ライセンス（7クラブ） - 青森、栃木C、新宿、三重、滋賀、高知、V大分

### 注記
1. ↑  その後、2月15日付けで、FIFAへの提訴完了とカリーレ監督との契約解除[22]、下平ヘッドコーチの監督正式就任[23]を発表済み。
2. ↑  それまでに大宮は3回の交代で4名の選手を交代させており、人数だけで言えば交代枠を1名余らせた状態であった。
3. 1 2  前半終了（浦和1−0川崎）後、ハーフタイム中に雷雨が激しくなり、そのまま中止決定[60]。11月22日に後半キックオフからの再開試合として実施[61]。
4. 1 2  雷雨の影響で80分（後半35分）・0-0の時点で試合中断後、中止決定[62]。中断時点を再確認後、9月11日に79分（後半34分）からの再開試合として実施[63]。
5. 1 2  AFCチャンピオンズリーグエリート2024/25でJリーグクラブ（ヴィッセル神戸を除く）が優勝の場合は当該クラブがACLEに出場、J1 3位のクラブがACL2に出場し、4位のクラブはACL2に出場しない。
6. ↑  2012年の決勝開催時は中立地（旧国立競技場）開催であった。